# 孔昭煥
孔昭煥（1735年2月22日—1782年10月4日），字顯明，號堯峰。山東曲阜人，孔子第七十一世孫。孔昭煥憑借衍聖公的特殊身份，而受到清高宗乾隆帝關注，親身經歷皇帝前六次親祭曲阜孔廟，孔府權勢在此時期達到歷史頂點；惟其襲爵衍聖公期間，因屢被彈劾而被多次警懲。

## 生平
孔昭煥生於雍正十三年（1735年）正月三十日子時，是衍聖公孔廣棨與夫人何慶霄唯一的兒子，有兩個同母姐妹孔德榮、孔德芳；乾隆八年（1743年）襲衍聖公:13。乾隆十三年二月，高宗初至曲阜時宣諭：「昔我皇祖，東巡時邁，特頒聖諭，炳若日星。朕仰紹前徽，虔修展謁之禮。」祭祀禮畢至詩禮堂，聽孔氏後裔、孔昭煥的兩位叔祖父孔繼汾和孔繼涑分別講《中庸》和《易經》各章。皇帝下諭旨給衍聖公孔昭煥等人：「念爾等令緒相承，淵源勿替。再申告諭，用是訓行。其務學道敦倫，修身慎行。克稟先師之彝訓，祇遵皇祖之誨言，勿愧為聖者子孫。」
乾隆二十一年（1756年）正月，孔昭煥因奏請將孔府廟戶改為民籍而有干預地方事務之嫌，遂遭高宗嚴斥：「不過倚大學士陳世倌外姻之勢，干與地方公事。其所陳奏，大都發禮部議，又系陳世倌管理，可以互相倚庇。伊系少年之人，理宜安分自守，方可保其安富尊榮之樂。」經署山東巡撫白鍾山查辦，得知孔昭煥早已倚借樂舞廟戶，坐享其利，「不能安分自愛，干與地方公事，更屬顯然」。高宗更警告孔昭煥：「倘仍怙終不悛，再敢干與公事，是則自取罪戾，毋望幸邀格外恩也。」至此，皇帝對衍聖公一族從最初的信任，變為有意防範和控制。乾隆帝念尚屬年少無知的孔昭煥為先聖後裔，著加恩免其革退公爵，命其閉戶讀書。之後，孔昭煥又曾因故被罰俸四次。其中第四次是在乾隆三十三年（1768年）七月；由於有呂榮錫假借衍聖公名義彈劾周文楷、又要讓自己父親呂建夏充當孔廟奉祀生一案，孔昭煥因「失察家人書役受賄」，除罰俸外又有「降二級留任」的處罰:169-171。乾隆三十九年（1774年）五月，吏部據山東巡撫徐績咨請將孔昭煥開復，高宗卻回應「所辦甚屬非是」；後因高宗「究經辦理差務，且其為人尚無大過，較之伊父孔廣棨，似覺稍勝」而加恩准予孔昭煥開復。孔昭煥於乾隆四十七年（1782年）八月二十八日子時過世，享年四十八歲:13；由長子孔憲培襲爵。
嘉慶元年（1796年）十一月，孔昭煥的繼配夫人程氏聞知兒媳于氏前往孔林祭掃時，因傳喚不到管勾官楊天祥而將其問責革職；程氏命其將公印交由孔慶鎔生父憲增代管。此事醞釀成婆媳爭奪年幼孔慶鎔的監護權力之爭，最後于氏被認定是「不識大體」；嘉慶帝命孔憲增代理府務直到親生兒子成年為止，又諭示「于氏交伊姑程氏约束，毋任纷争滋事。」

## 家庭
- 父：孔廣棨（1713年—1743年），雍正九年（1731年）承襲衍聖公。
- 母：何慶霄（1713年—1782年），字雲華，直隸順天府大興縣人，欽天監春官正何君錫之孫女、禮部左侍郎何國宗次女。[註 3]
  - 元配：陳珠（1735年—1761年），浙江海寧縣人，候選州同陳克光長女。[註 4][註 5]
    - 長女：孔楙祉（1755年—1804年），封一品夫人，育有三子。[10]
    - 長女婿：方受疇（1755年—1823年），字次耘、號來青，安徽桐城縣人；候選員外郎方觀本長子，官至浙江巡抚、河南巡撫、直隸總督。
      - 外孫：方傳秬（1774年—1803年），字碩生、號雲階，廣東候補鹽場大使，有三子二女
      - 外孫：方傳科（1776年—1804年），字既庭、號怡雲，有一子一女
      - 外孫：方傳秩（1781年—1815年），字序東、號小山，开封府祥河同知、山東候補知府；有一子二女，長女為衍聖公孔繁灝元配夫人

    - 嫡長子：孔憲培（1756年—1793年），乾隆四十七年（1782年）承襲衍聖公；無親生子女，以姪兒孔慶鎔為嗣。
    - 長媳：氏（1755年—1824年），鎮江府金壇縣人，文華殿大學士兼戶部尚書于敏中第三女。[註 6]
    - 次子：孔憲增（1759年—1812年），字如川、號怡齋，世襲翰林院五經博士、貤封衍聖公。[註 7][2]:凝祉堂
    - 次媳：袁氏（1759年—1834年），長山人，刑部員外郎袁守詮次女，貤封衍聖公夫人。
      - 孫女：孔璐華（1777年—1832年）[11][12]，字經樓[13]，嫁給江蘇儀徵人、太保兼太子太保體仁閣大學士阮元。
      - 長孫：孔慶鎔（1787年—1841年），乾隆五十九年（1794年）承襲衍聖公。
      - 孫子：孔慶鑾（1789年—1853年），字曉坡、號南池，正一品廕生，刑部直隸司員外郎、誥授奉直大夫，晉封資政大夫。有二子二女。[註 8]

  - 繼配：程金（1744年—1806年），江西鉛山縣人，吏部右侍郎程巖長女。[註 4]
    - 三子：孔憲圭（1764年—1832年），字育川、號鎮齋，恩貢生、四氏學教授，候選知縣。無子，以四弟孔憲均長子孔慶鏻為嗣；有一女孔祥保。[註 9][2]:凝遠堂
    - 五子：孔憲堃（1767年—1830年），字載元、號厚齋，恩貢生、南河候補直隸州州判。有一子二女。[註 10][2]:凝靜堂
    - 四女：孔楙全，早殤未婚。

  - 側室：余氏[註 11]
    - 四子：孔憲均（1766年—1832年），字如衡、號治齋，恩貢生、候選直隸州州判；襲聖廟六品官，敕授承德郎。有二子一女，長子孔慶鏻出繼給三兄孔憲圭。[註 4][註 11][2]:凝道堂

  - 庶女：
    - 次女：孔楙綵，閻學淳繼配夫人，育有一子一女，比丈夫早逝；子閻肇榕，女兒嫁給仁和人吳雝。
    - 次女婿：閻學淳（1760年—1829年），字浩持、號檾園，山東昌樂縣人；工部尚書閻循琦第三子，官至安徽省宁国府知府，有一繼子閻兆橒。[14]
    - 三女：孔楙蘋，嫁給河南光山縣人、候選中書科中書何長化（山東鹽運使何澤傳次子）
    - 五女：孔楙璜，嫁給河南光山縣人、湖南鹽法道胡道鏻（刑部尚書胡季堂次子）

## 附註
1. ↑  《朱批奏折》，嘉庆四年四月初三日，中国第一历史档案馆藏，档案号：04-01-08-0159-018。
2. ↑  《朱批奏折》，嘉庆四年五月初三日，中国第一历史档案馆藏，档案号：04-01-08-0159-021。
3. ↑  「夫人何氏，諱慶霄、字雲華，大興人，欽天監春官正君錫孫女、禮部左侍郎國宗次女。康熙五十二年十月二十六日戌時生，乾隆四十四年七月二十七日戌時卒，年六十七。子一，昭煥。女二：德榮，適刑部尚書婁縣溧陽張照長子湖南分守衡永彬桂道應田；德芳，適太常寺少卿長山袁承寵第四子內閣侍讀學士守誠」
4. 1 2 3  「夫人陳氏，諱珠，海寧人，候選州同克光長女。雍正十三年正月二十三日未時生，乾隆二十五年十二月二十日卯時卒，年二十六。繼配程氏，諱金，鉛山人，吏部右侍郎巖長女。乾隆九年九月十六日午時生，嘉慶十一年十一月十七日寅時卒，年六十三。子五：憲培、憲增，陳出；憲圭，程出；憲均，庶出；憲堃，程出。女五：楙祉，適候選員外郎桐城方觀本長子總督直隸軍務兵部尚書都察院右都御史受疇，陳出。楙綵，適工部尚書昌樂閻循琦第三子安徽廬州府知府學淳。楙蘋，適山東鹽運使光山何澤傳次子候選中書科中書長化。並庶出。楙全，殤，程出。楙璜，適刑部尚書光州胡季堂子湖南鹽法道鏻，庶出。」
5. ↑  陳克光是孔昭煥姑母孔貞秀（孔繼濩長女）的丈夫，也就是孔昭煥的姑丈。[2]:12
6. ↑  「夫人余氏，金壇人，文華殿大學士兼戶部尚書敏中第三女。乾隆二十年十月十三日卯時生，道光三年十二月二十八日丑時卒，年六十九。無子，育同母弟憲增長子慶鎔為嗣。」
7. ↑  「憲增，字如川、號怡齋，世襲翰林院五經博士、貤封衍聖公。乾隆二十三年十二月十二日生，嘉慶十七年八月初八日卒，年五十五。配袁氏，長山人，刑部員外郎守詮次女；貤封衍聖公夫人。乾隆二十四年八月初七日生，道光十四年二月十六日卒，年七十六。子二：慶鎔、慶鑾，慶鎔為大宗後。女一，甲適儀徵阮承信長子太保兼太子太保體仁閣大學士元。」
8. ↑  「慶鑾，字曉坡、號南池，正一品廕生，刑部直隸司員外郎、誥授奉直大夫，晉封資政大夫。乾隆五十四年十一月十三日生，咸豐三年十一月二十五日卒，年六十五。……子繁洙、繁沂，庶出；女甲，適……汪出。乙，適……庶出」
9. ↑  「憲圭，字育川，號鎮齋，恩貢生、四氏學教授，候選知縣。乾隆二十九年五月十五日生，道光十一年十二月二十五日卒，年六十八；貤贈朝議大夫。……無子，以胞弟憲均長子慶鏻為嗣。女一：祥保」
10. ↑  「憲堃，字載元，號厚齋，恩貢生、南河候補直隸州州判。乾隆三十二年九月初三日生，道光十年十月初一日卒，年六十四；誥贈通議大夫。子一，慶銈。女二：瑞保，……裕保」
11. 1 2  「憲均，字如衡，號治齋，恩貢生、候選直隸州州判；襲聖廟六品官，敕授承德郎。乾隆三十一年八月初一日生，道光十二年正月二十一日卒，年六十七；誥贈通議大夫。生母余氏，敕封太安人，誥贈太淑人。。子二：慶鏻、慶鍸，慶鏻出嗣。女存保」

## 外部連結
[在维基数据编辑]
 《清史稿·卷483》，出自趙爾巽《清史稿》
 在维基共享资源阅览影像
| 前任： 父孔廣棨 | 衍聖公 1743年—1782年 | 繼任： 子孔憲培 |